# Dominguinhos
José Domingos de Morais (Garanhuns, 12 de fevereiro de 1941 — São Paulo, 23 de julho de 2013), conhecido como Dominguinhos, foi um instrumentista, cantor e compositor brasileiro. Exímio sanfoneiro, teve como mestres nomes como Luiz Gonzaga e Orlando Silveira. Teve em sua formação musical influências de baião, bossa-nova, choro, forró, xote e jazz.

## Biografia

### Infância
José Domingos de Morais nasceu na cidade de Garanhuns, agreste pernambucano, oriundo de uma família humilde e numerosa, eram ao todo dezesseis irmãos. O pai, "mestre Chicão", era um conhecido sanfoneiro e afinador de sanfonas e sua mãe era conhecida como "dona Mariinha", ambos alagoanos.
Desde menino José Domingos já se interessava por música, por influência do pai, que lhe deu de presente uma sanfona de oito baixos. Aos seis anos de idade aprendeu a tocar o instrumento e começou a se apresentar em feiras livres e portas de hotéis em troca de algum dinheiro, junto com dois de seus irmãos, Moraes e Valdomiro, formando o trio Os Três Pinguins. No início da formação, tocava triângulo e pandeiro, passando depois a tocar sanfona. Praticava o instrumento por horas a fio e tornou-se um exímio sanfoneiro, passando a ser conhecido em Garanhuns como "Neném do acordeon".

#### Encontro com Luiz Gonzaga
Conheceu Luiz Gonzaga quando tocava no hotel em que este estava hospedado, em Garanhuns. O nome do hotel era Tavares Correia e o trio, que sempre tocava na porta, foi convidado naquele dia a tocar dentro do hotel para Gonzaga e seus acompanhantes.
Sobre o encontro com Gonzaga, Dominguinhos conta:
| “ | Nós não podíamos ultrapassar o portão, aquela coisa de hospedes... Pois bem: aí, naquele dia, nos puseram para tocar lá dentro, no salão, para algumas pessoas e, entre essas pessoas, estava Luiz Gonzaga, essa figura. (...) Aí, nós tocamos para aquele cidadão, mais umas dez pessoas, que estavam numa mesa grande. Aí ele meteu a mão no bolso e tirou um bolo de dinheiro e entregou a meu irmão, que era o mais velhinho e, o mais importante de tudo: mandou alguém escrever o endereço dele do Rio de Janeiro que, se um dia, a gente pendesse pra lá, ele ia nos ajudar. Foi assim que eu conheci Luiz Gonzaga sem saber quem ele era. | ” |
|   | — Dominguinhos em entrevista ao Jornal DeFato. |   |

Luiz Gonzaga se impressionou com a desenvoltura do menino e o convidou a ir ao Rio de Janeiro, onde morava. Essa viagem aconteceria anos mais tarde, pois algum tempo depois deste encontro, em 1948, Neném do acordeon foi para Recife estudar.

### Ida ao Rio de Janeiro
Alguns anos depois, em 1954, seu pai decide ir para o Rio de Janeiro procurar Gonzaga, devido às dificuldades que passavam em Garanhuns. Junto com o pai, foi também o menino Neném do acordeon, então com treze anos de idade, numa viagem de pau de arara que durou onze dias. Foram morar em Nilópolis, onde já estava o seu irmão Moraes.
Em pouco tempo foram procurar Luiz Gonzaga, que morava no bairro do Méier, zona norte do Rio de Janeiro. Este deu-lhe de presente uma sanfona de oitenta baixos logo neste primeiro encontro. A partir de então, o menino passou a frequentar a casa de Gonzaga, o acompanhando em shows, ensaios e gravações.
Nos anos seguintes, o menino que ainda era conhecido como Neném do acordeon, passou a participar de programas de rádio e se apresentar em casas noturnas, aprendendo outros estilos de música, como o chorinho, samba e outros estilos da época.
Somente em 1957, receberia o nome artístico de Dominguinhos dado pelo próprio Gonzaga em homenagem a Domingos Ambrósio. Foi quando Luiz Gonzaga pegou um acordeom 120 baixos pela primeira vez, das mãos do saudoso Domingos em Juiz de Fora - Minas Gerais.
De 1957 a 1958, integra a primeira formação do grupo de forró Trio Nordestino, ao lado de Miudinho e Zito Borborema, que haviam deixado o grupo que acompanhava Gonzaga. Neste mesmo ano de 1958 casa-se com Janete, sua primeira mulher. Deste casamento nascem os filhos Mauro e Madeleine.
Depois de deixar o Trio Nordestino em 1958, continuou a se apresentar em programas de rádio e casas noturnas, até gravar seu primeiro disco, o LP Fim de festa em 1964.

### Viagens com Gonzaga e consagração
Depois de mais dois discos gravados, volta a integrar o grupo de Gonzaga em 1967, viajando pelo nordeste e dividindo as funções de sanfoneiro e motorista. Em uma dessas viagens, naquele mesmo ano, conhece a compositora e cantora de forró, a pernambucana Anastácia, que alavancou sua carreira como compositor e com quem compôs mais de 200 canções, inclusive um de seus maiores sucessos, Eu só quero um xodó. A parceria no amor, na vida e na música durou 11 anos.

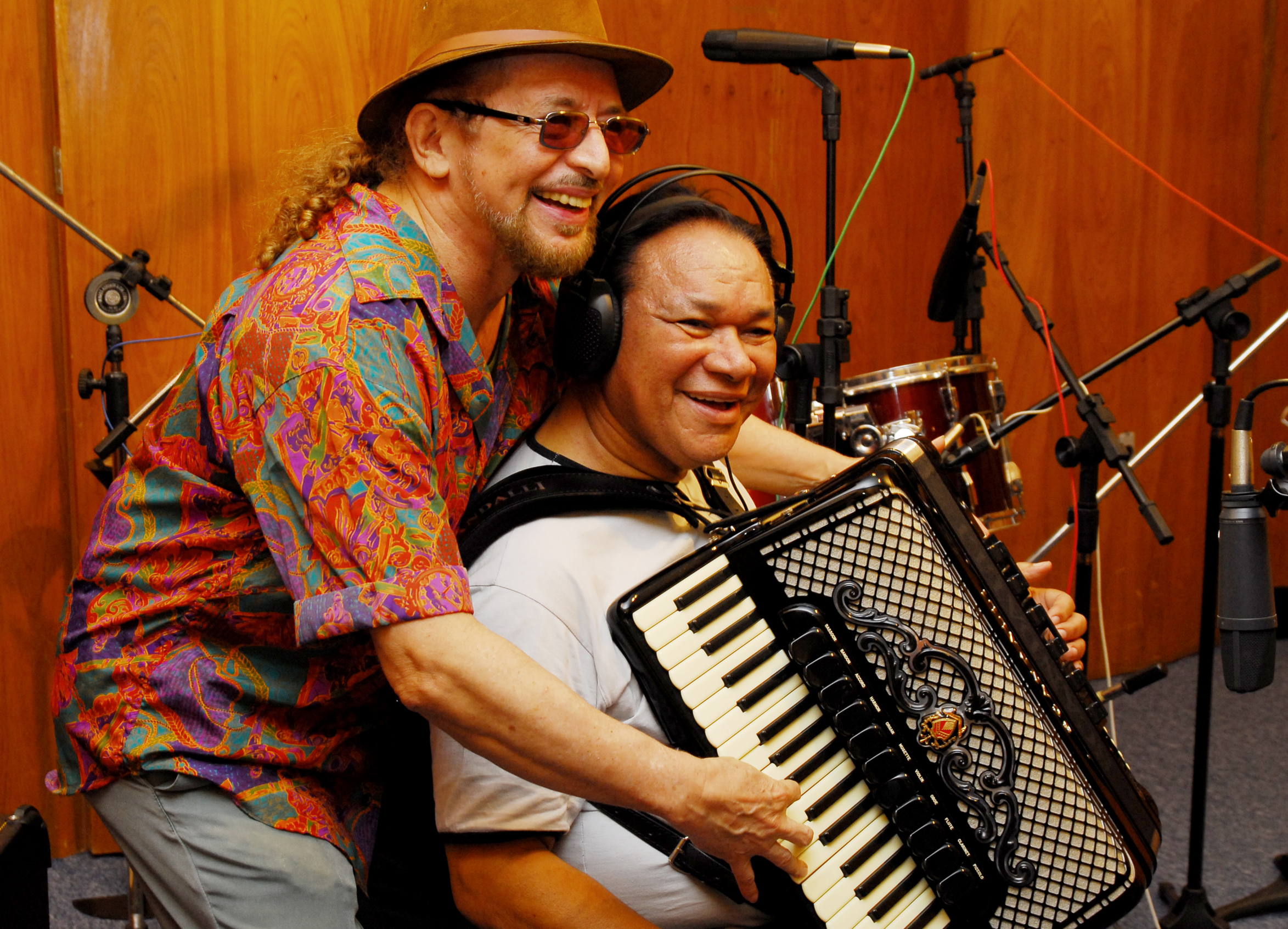
Geraldo Azevedo e Dominguinhos em 2008

A sua integração ao grupo de Luiz Gonzaga fez com que ganhasse reputação como músico e arranjador, aproximando-se de artistas consagrados dos movimentos bossa nova e MPB, nos anos 70 e 80. 
Fez trabalhos junto a músicos de renome, como Nara Leão, Gilberto Gil, Gal Costa, Maria Bethânia, Elba Ramalho, Roberto Carlos, Toquinho e o  Chico Buarque onde resultou um grande Isso aqui tá bom demais música trilha sonora no Volume 1 da novela Roque Santeiro com vendagens de mais 500 mil cópias.
Acabou por se consolidar em uma carreira musical própria, englobando gêneros musicais diversos como bossa nova, jazz e pop.
No final dos anos 70, Dominguinhos conhece a cantora Guadalupe Mendonça, com quem se relaciona até 1986. Desta união, nasceria uma filha, a cantora Liv Moraes.

### Morte
Em decorrência de um tratamento contra um câncer de pulmão, que já durava seis anos, Dominguinhos teve problemas relacionados à arritmia cardíaca e infecção respiratória e foi internado no Recife em dezembro de 2012. Um mês depois foi transferido para o Hospital Sírio-Libanês em São Paulo. No decorrer dos meses seguintes seu quadro se agravou, tendo sofrido várias paradas cardíacas. Em março seu filho Mauro declarou à imprensa que o cantor não deveria mais retornar do coma em que se encontrava, informação não confirmada pelos médicos, que, segundo os boletins divulgados, afirmavam que Dominguinhos estava minimamente consciente e apresentava leve quadro de melhora.
Em 13 de julho, o cantor deixou a UTI, mas ainda permaneceu internado, com quadro considerado estável. Com um novo agravamento no seu quadro, voltou para a UTI, onde morreu às 18h do dia 23 de julho de 2013, após sofrer complicações infecciosas e cardíacas. Devido a uma disputa judicial entre seus familiares quanto ao local do sepultamento, o corpo de Dominguinhos teve dois sepultamentos. O primeiro foi no Cemitério Morada da Paz em Paulista,  Região Metropolitana do Recife, no dia 25 de julho de 2013. Dois meses depois, em 26 de setembro, seu corpo foi transferido para Garanhuns, onde houve um novo sepultamento no mesmo dia, no Cemitério São Miguel. O desejo de Dominguinhos era ser sepultado na sua terra natal.

## Prêmios
Em 2002, Dominguinhos foi vencedor do Grammy Latino com o CD Chegando de Mansinho.
Após cinco anos sem lançar um trabalho solo, Dominguinhos voltou em 2006 a gravar pela Eldorado na qual Conterrâneos 2006, agraciado no Prêmio TIM (2007) na categoria Melhor Cantor Regional.
Em 2007, Dominguinhos, concorreu ao 8º Grammy Latino com mesmo álbum na categoria melhor disco regional.
Em 2008, Dominguinhos foi o grande homenageado do Prêmio Tim de Música Brasileira.
Em 2010, foi o vencedor do Prêmio Shell de Música 2010.
Em 2012, Dominguinhos foi novamente agraciado com um Grammy Latino: Melhor Álbum de Raiz Brasileiro, com o CD e DVD Iluminado.

## Discografia
- 1964 – Fim de Festa
- 1965 – Cheinho de Molho
- 1966 – 13 de Dezembro
- 1973 – Lamento de Caboclo
- 1973 – Tudo Azul
- 1973 – Festa no Sertão
- 1974 – Dominguinhos e Seu Acordeon
- 1975 – Forró de Dominguinhos
- 1976 – Domingo, Menino Dominguinhos
- 1977 – Oi, Lá Vou Eu
- 1978 – Oxente Dominguinhos
- 1979 – Após Tá Certo
- 1980 – Quem me Levará Sou Eu
- 1981 – Querubim
- 1982 – A Maravilhosa Música Brasileira
- 1982 – Simplicidade
- 1982 – Dominguinhos e Sua Sanfona
- 1983 – Festejo e Alegria
- 1985 – Isso Aqui Tá Bom Demais
- 1986 – Gostoso Demais
- 1987 – Seu Domingos
- 1988 – É Isso Aí! Simples Como a Vida
- 1989 – Veredas Nordestinas
- 1990 – Aqui Tá Ficando Bom
- 1991 – Dominguinhos é Brasil
- 1992 – Garanhuns
- 1993 – O Trinado do Trovão
- 1994 – Choro Chorado
- 1994 – Nas Quebradas do Sertão
- 1995 – Dominguinhos é Tradição
- 1996 – Pé de Poeira
- 1997 – Dominguinhos & Convidados Cantam Luiz Gonzaga
- 1998 – Nas Costas do Brasil
- 1999 – Você Vai Ver o Que É Bom
- 2001 – Dominguinhos Ao Vivo
- 2001 – Lembrando de Você
- 2002 – Chegando de Mansinho
- 2004 – Cada um Belisca um Pouco (com Sivuca e Oswaldinho do Acordeon) - Selo Biscoito Fino
- 2005 – Elba Ramalho & Dominguinhos: Baião de Dois
- 2006 – Conterrâneos
- 2007 – Canteiro (participação especial no CD de Margareth Darezzo)
- 2007 – Yamandu + Dominguinhos
- 2009 – Ao vivo em Nova Jerusalém (DVD)
- 2010 – Lado B - Dominguinhos e Yamandú Costa
- 2010 – Iluminado